# Stratus
Pour l’article homonyme, voir Stratus (homonymie).
Un stratus est un genre de nuage bas dont la base se trouve à des altitudes inférieures à quelques centaines de mètres,. Lorsque cette base touche le sol, typiquement en montagne, cela correspond à du brouillard. 
Le stratus a généralement un aspect assez uniforme (stratus nebulosus) mais est parfois constitué d'éléments séparés ayant un aspect déchiqueté (stratus fractus). Le stratus s'accompagne souvent d'une atmosphère brumeuse, et a une couleur grisâtre caractéristique. On utilise parfois le terme générique « grisaille », qui englobe à la fois les brouillards, les brumes, et les nuages très bas (stratus, voir stratocumulus). Le stratus (avec le brouillard) est susceptible de donner de la bruine (précipitation de très fines gouttelettes d'eau, également appelée crachin), ou lorsque la température est sous 0 degré Celsius, de la neige en grains (très fines particules de glace de diamètre inférieur à un millimètre).

## Formation
Les stratus apparaissent lorsque les très basses couches de l'atmosphère sont très humides. Les causes de formation des stratus sont les mêmes que dans le cas de la formation du brouillard (refroidissement nocturne, advection d'air humide en provenance d'un lac, d'une mer ou d'un océan (dite entrée maritime), évaporation au-dessus d'une étendue d'eau ou après de fortes pluies). Les stratus peuvent également résulter de l'évolution des brouillards (dont la base s'élève grâce au réchauffement du sol après le lever du soleil), ou plus rarement de l'évolution de stratocumulus (par abaissement ou uniformisation de la base). Lorsqu'ils sont peu épais, les stratus qui se sont formés dans la nuit deviennent stratus fractus et se dissipent rapidement en début de journée. Mais lorsqu'ils sont plus épais, par exemple en conditions  anticycloniques l'hiver, il se peut que le Soleil ne parvienne pas à percer, et les nuages bas, parfois même le brouillard, persistent toute la journée. Même si le temps reste gris, le maigre réchauffement du sol en journée est parfois suffisant pour réchauffer, et donc assécher un peu les plus basses couches de l'atmosphère. Le stratus se transforme alors progressivement en stratocumulus.

## Nuage vu d'avion

### Au-dessous du nuage
Vus d'en dessous les stratus sont gris. Leur base peut soit être bien délimitée, floue ou déchiquetée. Lorsqu'on peut voir le Soleil à travers le nuage, son contour n'est pas estompé contrairement à l'altostratus où le Soleil semble être vu à travers un verre dépoli.

### À l'intérieur du nuage
La densité du nuage augmente lorsque l'on se rapproche du sommet du nuage et la visibilité se dégrade jusqu'à être presque nulle. La turbulence peut être de faible à modérée.

### Au-dessus du nuage
La surface supérieure du nuage est généralement ondulée et peut aussi présenter des protubérances. Juste au-dessus du nuage, l'air est souvent brumeux.

## Étymologie
Le terme stratus signifie « étendu » en latin.

## Espèces
- Stratus fractus
- Stratus nebulosus

## Variétés
- Stratus opacus
- Stratus translucidus
- Stratus undulatus